# Obereopsis atripennis
Obereopsis atripennis är en skalbaggsart som beskrevs av Stefan von Breuning 1955. Obereopsis atripennis ingår i släktet Obereopsis och familjen långhorningar.
Artens utbredningsområde är Burundi. Inga underarter finns listade i Catalogue of Life.